# Спеккія
Спеккія (італ. Specchia, сиц. Specchia) — муніципалітет в Італії, у регіоні Апулія, провінція Лечче.
Спеккія розташована на відстані близько 540 км на південний схід від Рима, 180 км на південний схід від Барі, 50 км на південь від Лечче.
Населення — 4827 осіб (2014).

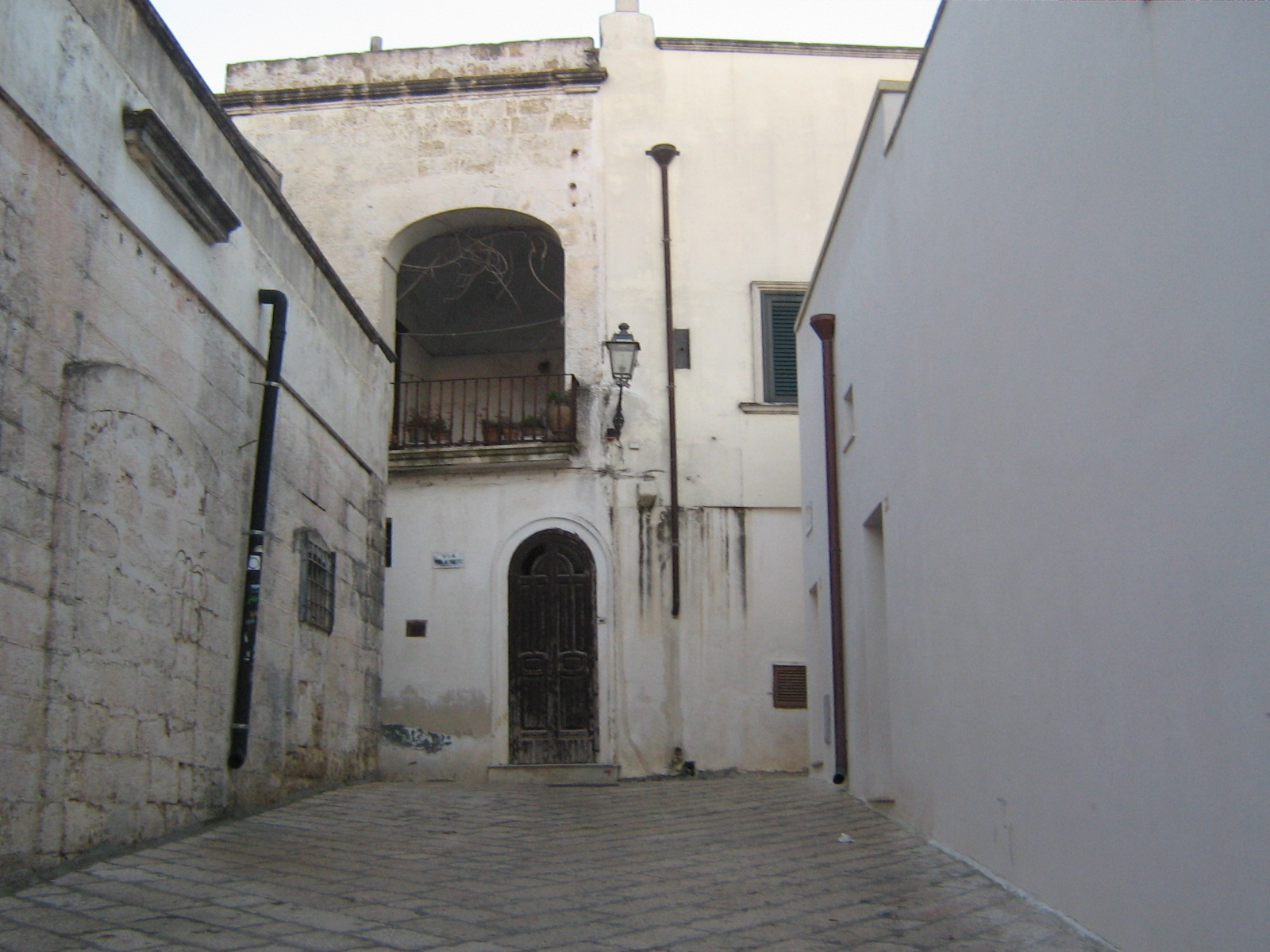

Щорічний фестиваль відбувається другої неділі травня. Покровитель — святий Миколай di Mira.

## Демографія
Населення за роками:

Станом на 1 січня 2023 року в муніципалітеті офіційно проживали 72 іноземці з 19 країн, серед них 24 громадяни країн Євросоюзу та 3 громадяни України.

## Сусідні муніципалітети
- Аккуарика-дель-Капо
- Алессано
- Міджано
- Презічче
- Руффано
- Триказе